# 小田英郎
小田 英郎（おだ ひでお、1933年3月30日 - ）は、日本の政治学者。慶應義塾大学名誉教授。専門は、アフリカ政治。
東京都世田谷区生まれ。東京都立青山高等学校を経て、慶應義塾大学大学院法学研究科博士課程単位取得満期退学。慶應義塾大学法学部教授、敬愛大学教授、同学長を歴任。

## 著書

### 単著
- 『現代アフリカの政治とイデオロギー』（新泉社, 1971年／増補版, 慶應通信, 1975年）
- 『アフリカ現代史（3）中部アフリカ』（山川出版社, 1986年／第2版, 1991年）
- 『アフリカ現代政治』（東京大学出版会, 1989年）

### 共著
- （大月隆成・落合雄彦・小野達郎・加茂省三・杉木明子・望月克哉）『アフリカ』（自由国民社, 1996年／第2版, 1999年）

### 編著
- 『70年代南部アフリカの政治・経済変動――南ア共和国・ローデシア・ナミビアを中心にして』（アジア経済研究所, 1981年）
- 『第三世界の政治――比較地域政治論』（放送大学教育振興会, 1988年）
- 『アフリカの21世紀（3）アフリカの政治と国際関係』（勁草書房, 1991年）

### 共編著
- （伊谷純一郎・川田順造・田中二郎・米山俊直）『アフリカを知る事典』（平凡社, 1989年／新訂増補, 1999年）
- （矢内原勝）『アフリカ・ラテンアメリカ関係の史的展開』（平凡社, 1989年）
- （富田広士）『中東・アフリカ現代政治――民主化・宗教・軍部・政党』（勁草書房, 1993年）

### 訳書
- フレデリック・ノサール『発信地―北京』石川忠雄共訳（時事通信社, 1964年）
- B・I・シュウォルツ『中国共産党史――中国共産主義と毛沢東の抬頭』石川忠雄共訳（慶應通信, 1964年）
- G・W・シェパード『アフリカ民族主義の政治的構造』（慶應通信, 1966年）
- J・マケ『アフリカ――その権力と社会』（平凡社, 1973年）